# Lei Muni
Lei Muni (Chino: 雷慕尼; Pinyin: Léi Mùní) (1911-1986) fue un reconocido maestro de la 18.ª generación de taijiquan estilo Chen y 2ª generación del estilo Chen de Pekín. Nació en Wuchang (武昌, Wǔchāng), en la provincia china de Hubei.
Su padre falleció cuando Lei Muni tenía sólo tres años y su madre cuando tenía dieciséis. Por decisión del hermano mayor de su padre, con el que vivió durante muchos años, no fue a la escuela sino que comenzó la práctica de artes marciales para mejorar su salud, muy precaria desde que nació. Esta decisión no agradó en un principio a Lei Muni, poco dado a la práctica de ejercicio físico. Su primer maestro fue Yang Xiuting (杨秀亭, Yáng Xiùtíng) con el que estudió Dahongquan (大红拳, dàhóngquán). Después comenzó a estudiar taijiquan con Geng Xiaoshan (耿小山, Gěng Xiǎoshān), con el que aprendió estilo yang.
No obstante, su salud no mejoró todo lo esperado, por lo que a comienzos de los años treinta decidió trasladarse a Pekín. Allí ingresó en la Escuela de Artes Marciales de Pekín (北京国术馆, Běijīng guóshúguǎn), dirigida por Xu Yusheng (许禹生, Xǔ Yǔshēng), con quien siguió estudiando taiji. Durante los cuatro años siguientes aprendió diversas artes marciales con otros tantos profesores: Xinyiquan (形意拳, xíngyìquán) con Liu Caichen (刘采臣, Liú Cǎichén); Pigua (劈挂, pīguà) con Liao Shiqiu (廖实秋, Liào Shíqiū); Tongbei (通臂, tōngbì) con Xu Zixian (许子先, Xǔ Zǐxiān); Qinna (擒拿, qínná) con Gong Runtian (宫润田, Gōng Rùntián) y Sanshou de estilo Yue (岳氏散手, yuèshì sànshǒu) con Wu Yangqing (吴彥青, Wú Yànqīng). También estudió Shaolín (少林, shǎolín) y Dantui (彈腿, dàntuǐ) y sable, palo, espada, lanza y otras armas.
Fue entonces cuando conoció a Chen Fake (陈发科, Chén Fākē), el gran maestro del estilo chen de taijiquan, que desde 1928 enseñaba en el Instituto Zhongzhou (中州会馆, Zhōngzhōu huìguǎn) que había fundado en la capital. Desde la primavera de 1932 Lei Muni se transformó en su discípulo, impresionado no solo por su calidad como artista marcial sino también como ser humano.
Lei Muni se convirtió con el paso de los años en un reputado artista marcial y en un experto calígrafo, sin embargo, dado su carácter honesto, durante toda su vida tuvo dificultades para subsistir y encontrar un trabajo acorde con su temperamento tranquilo. Durante un tiempo trabajó en la academia fundada por Li Riyuan (李睿原，Lǐ Ruìyuán), hija adoptiva de Chen Fake, en el templo de Guangji (广济寺, Guǎngjì sì). También enseñó en la "Escuela de Artes Marciales de la capital" (首都武术社, Shǒudū wǔshùshè) fundada por Chen Fake en 1954, en diversas instituciones gubernamentales y en clases abiertas al público general en los parques de Yuetan (月坛, Yuètán) y Jingshan (景山, Jǐngshān).
Sin embargo, con la llegada de la Revolución Cultural y la prohibición de enseñar artes marciales, tuvo que subsisititr realizando trabajos físicos de toda índole como cavando zanjas, acarreando carbón, construyendo refugios antiaéreos o en el derribo de las viejas murallas de Pekín, aunque en los últimos años de su vida pudo volver a ejercer como profesor de artes marciales y fue elegido vicepresidente de la Asociación para la Investigación del Taijiquan estilo Chen de Pekín (北京陈氏太极拳研究会, Běijīng Chénshì Tàijíquán Yánjiūhuì) y consejero y miembro del comité de la Asociación de Artes Marciales de Pekín (北京市武术协会, Běijīngshì wǔshù xiéhuì)
En 1977 el Dr. Li Yongchang de la Universidad de Deportes de Pekín le invitó para grabarle en vídeo junto a otros destacados maestros del taijiquan. Lei Muni realizó Erlu mientras que otro de los discípulos de Chen Fake, Tian Xiuchen, realizó Yilu,
Estudió otros estilos de taijiquan, como el Wu (吴) con Gexin Wu (葛馨吾, Gěxīn Wú) y el Sun (孙, sūn) con Sun Jianyun (孙剑, Sūn Jiànyún), hija del fundador del sistema, Sun Lutang (孫祿堂).
Falleció en 1986, a la edad de 75 años.